# Гайслер, Ильзе
Ильзе Гайслер (нем. Ilse Geisler; 10 января 1941, Куннерсдорф, Германия) — немецкая саночница, выступавшая за сборную ГДР в конце 1950-х — середине 1960-х годов, чемпионка мира. Принимала участие в зимних Олимпийских играх 1964 года в Инсбруке и завоевала серебряную медаль — в программе женских одиночных заездов.
В общей сложности Ильзе Гайслер является обладательницей трёх медалей чемпионатов мира, в её послужном списке два золота (1962, 1963) и одно серебро (1965) — все три медали за состязания между женскими одиночками. Регулярно принимала участие в соревнованиях чемпионатов Европы, однако не смогла получить там ни одного подиума.